# Ліпіни (Опольський повіт)
Ліпіни (пол. Lipiny) — село в Польщі, у гміні Ходель Опольського повіту Люблінського воєводства.
Населення — 95 осіб (2011).
У 1975-1998 роках село належало до Люблінського воєводства.

## Демографія
Демографічна структура станом на 31 березня 2011 року:
|          | Загалом | Допрацездатний вік | Працездатний вік | Постпрацездатний вік |
| -------- | ------- | ------------------ | ---------------- | -------------------- |
| Чоловіки | 45      | 11                 | 31               | 3                    |
| Жінки    | 50      | 16                 | 24               | 10                   |
| Разом    | 95      | 27                 | 55               | 13                   |